# Better Motörhead Than Dead: Live at Hammersmith
Better Motörhead Than Dead: Live at Hammersmith è il quinto album live del gruppo hard rock Motörhead.

## Il disco
Questo disco è stato registrato in occasione del concerto per il trentesimo anniversario del gruppo, il 16 giugno 2005 al Hammersmith Odeon di Londra. Il doppio album è uscito il 16 luglio 2007 in versione digipack e distribuito dall'etichetta SPV.

## Tracce

### Disco 1
1. Doctor Rock (Burston, Campbell, Gill, Kilmister)
2. Stay Clean (Eddie Clarke, Kilmister, Phil Taylor)
3. Shoot You In the Back (Clarke, Kilmister, Taylor)
4. Love Me Like a Reptile (Clarke, Kilmister, Taylor)
5. Killers (Campbell, Dee, Kilmister)
6. Metropolis (Clarke, Kilmister, Taylor)
7. Love for Sale (Campbell, Dee, Kilmister)
8. Over the Top (Clarke, Kilmister, Taylor)
9. No Class (Clarke, Kilmister, Taylor)
10. I Got Mine (Kilmister, Robertson, Taylor)
11. In the Name of Tragedy (Campbell, Dee, Kilmister)
12. Dancing on Your Grave (Kilmister, Robertson, Taylor)

### Disco 2
1. R.A.M.O.N.E.S. (Burston, Campbell, Kilmister, Taylor)
2. Sacrifice (Burston, Campbell, Dee, Kilmister)
3. Just 'Cos You Got the Power (Burston, Campbell, Gill, Kilmister)
4. (We Are) The Road Crew (Clarke, Kilmister, Taylor)
5. Going to Brazil (Burston, Campbell, Kilmister, Taylor)
6. Killed by Death (Burston, Campbell, Gill, Kilmister)
7. Iron Fist (Clarke, Kilmister, Taylor)
8. Whorehouse Blues (Campbell, Dee, Kilmister)
9. Bomber (Clarke, Kilmister, Taylor)
10. Ace of Spades (Clarke, Kilmister, Taylor)
11. Overkill (Clarke, Kilmister, Taylor)

## Formazione
- Lemmy - basso, voce, armonica a bocca per la traccia "Whorehouse Blues"
- Philip Campbell - chitarra
- Mikkey Dee - batteria, chitarra acustica per la traccia "Whorehouse Blues"